# Automatismos y Sistemas de Transporte Interno
ASTI Mobile Robotics es una empresa española de ingeniería de robótica móvil que estudia, diseña, fabrica, instala y pone en marcha soluciones de transporte interno mediante vehículos de guiado automático (AGVs). Sus orígenes se remontan a 1982, cuando Ángel Pascual fundó la empresa en el polígono industrial de Gamonal situado en Burgos.
ASTI Mobile Robotics, empresa líder en Europa en su sector,[cita requerida] forma parte del conjunto de empresas denominado ASTI TechGroup (entre las que se encuentran ASTI Technologies Distribution, ASTI Consulting Services, ASTI Technologies Distribution), todas ellas vinculadas a la tecnología y a la transformación digital.[cita requerida]

## Historia
La empresa fue fundada en 1982 por Ángel Pascual y Colette Boé. Durante sus primeros años sus clientes se concentraron en el mercado nacional. En 2008, Verónica Pascual Boé adquirió la compañía a sus padres. En 2012, fue elegida mejor empresa joven de Castilla y León. Desde la adquisición de la compañía por Verónica Pascual Boé la empresa, originalmente dirigida a clientes del norte de España, se reorientó a un mercado internacional, llegando a suponer este el 70% de las ventas. En 2015, cuenta con más de 200 empleados, y clientes en Suecia, Argentina, Francia y los Estados Unidos.
Entre 2008 y 2016, ha articulado dos planes estratégicos para la consecución de sus objetivos.[cita requerida] En la actualidad, está inmersa en el Plan Estratégico 2017-2020 que tiene como objetivos: multiplicar las ventas por cinco mediante la inversión en I+D+i; la optimización de las operaciones; la consolidación en zonas geográficas como el centro de la UE y EE. UU.; y el desarrollo del talento mediante un plan para apoyar la evolución cultural y liderar el crecimiento de manera sostenible. Siempre con el objetivo de incrementar la competitividad y la flexibilidad así como reducir el tiempo a mercado. 
En 2015 y 2016, se situó como líder en la producción  de AGVs, y lidera el ranking de ampliación de vehículos en instalaciones ya existentes.[cita requerida]
En septiembre de 2017 inauguró una filial en Francia, en concreto, en Mulhouse.

## Localización
La sede se encuentra situada en municipio burgalés de Madrigalejo del Monte, a unos 25 km de la ciudad española de Burgos. Cuenta con acceso directo a la Autovía del Norte.